# 李鍾美裕
李鍾美裕（英語：Charlotte Li Chung Mee-yu，1950年8月9日—），香港公務員，曾擔任中西區民政事務專員。她在香港大學完成文学士學位後於1972年7月加入香港政府任職二級房屋事務助理員。她在1973年8月轉任助理貿易主任，並在1989年9月確認晉升至首席貿易主任。她在1997年2月12日轉任首長級丙級政務官，並獲委任為中西區政務專員和官守太平紳士，及後在主權移交後稱中西區民政事務專員。她在2001年7月15日卸任專員及退任太平紳士，由黃保華接替。及後，她返回工業貿易署回任首席貿易主任直至2010年退休。